# Coppa Italia 1987/88
Die Coppa Italia 1987/88, den Fußball-Pokalwettbewerb für Vereinsmannschaften in Italien der Saison 1987/88, gewann Sampdoria Genua. Sampdoria traf im Finale auf Torino Calcio und konnte die Coppa Italia zum zweiten Mal gewinnen. Bei Unentschieden gab es sowohl in den Gruppenspielen als auch in den Finalrundenspielen gleich Elfmeterschießen. Ein Sieg nach neunzig Minuten brachte einer Mannschaft drei Punkte ein, für einen Sieg im Elfmeterschießen erhielt man zwei und bei einer Niederlage im Elfmeterschießen erhielt man immer noch einen Zähler. Nur bei einer Niederlage nach neunzig Minuten ging man leer aus.
Als italienischer Pokalsieger nahm Sampdoria Genua in der nächsten Saison am Europapokal der Pokalsieger teil.

## Gruppenphase

### Gruppe 1
| Pl. | Verein            | Sp. | S | U | N | Tore    | Diff. | Punkte |
| --- | ----------------- | --- | - | - | - | ------- | ----- | ------ |
| 1.  | FC Bologna        | 5   | 3 | 2 | 0 | 008:300 | +5    | 11     |
| 2.  | Hellas Verona     | 5   | 2 | 2 | 1 | 012:800 | +4    | 11     |
| 3.  | AC Cesena         | 5   | 3 | 1 | 1 | 010:600 | +4    | 10     |
| 4.  | FC Messina        | 5   | 2 | 1 | 2 | 006:500 | +1    | 08     |
| 5.  | Campobasso Calcio | 5   | 1 | 0 | 4 | 003:100 | −7    | 03     |
| 6.  | SPAL Ferrara      | 5   | 0 | 1 | 4 | 003:100 | −7    | 02     |

| 1. Spieltag       |                 |                   |                              |
| FC Bologna        | 2:0             | Campobasso Calcio | Stadio Renato Dall’Ara       |
| FC Messina        | 0:1             | AC Cesena         | Stadio Giovanni Celeste      |
| SPAL Ferrara      | 0:1             | Hellas Verona     | Stadio Paolo Mazza           |
| 2. Spieltag       |                 |                   |                              |
| Campobasso Calcio | 1:0             | SPAL Ferrara      | Stadio Nuovo Romagnoli       |
| AC Cesena         | 0:1             | FC Bologna        | Stadio Dino Manuzzi          |
| Hellas Verona     | 2:1             | FC Messina        | Stadio Marcantonio Bentegodi |
| 3. Spieltag       |                 |                   |                              |
| FC Bologna        | 3:1             | Hellas Verona     | Stadio Renato Dall’Ara       |
| Campobasso Calcio | 1:2             | AC Cesena         | Stadio Nuovo Romagnoli       |
| FC Messina        | 3:1             | SPAL Ferrara      | Stadio Giovanni Celeste      |
| 4. Spieltag       |                 |                   |                              |
| AC Cesena         | 3:3 (7:8 i. E.) | Hellas Verona     | Stadio Dino Manuzzi          |
| FC Messina        | 1:0             | Campobasso Calcio | Stadio Giovanni Celeste      |
| SPAL Ferrara      | 1:1 (5:4 i. E.) | FC Bologna        | Stadio Paolo Mazza           |
| 5. Spieltag       |                 |                   |                              |
| FC Messina        | 1:1 (4:2 i. E.) | FC Bologna        | Stadio Giovanni Celeste      |
| SPAL Ferrara      | 1:4             | AC Cesena         | Stadio Paolo Mazza           |
| Hellas Verona     | 5:1             | Campobasso Calcio | Stadio Marcantonio Bentegodi |

### Gruppe 2
| Pl. | Verein           | Sp. | S | U | N | Tore    | Diff. | Punkte |
| --- | ---------------- | --- | - | - | - | ------- | ----- | ------ |
| 1.  | AC Parma         | 5   | 3 | 2 | 0 | 009:500 | +4    | 13     |
| 2.  | AC Mailand       | 5   | 3 | 2 | 0 | 012:400 | +8    | 12     |
| 3.  | FC Como          | 5   | 3 | 0 | 2 | 008:500 | +3    | 09     |
| 4.  | AS Bari          | 5   | 2 | 1 | 2 | 002:600 | −4    | 07     |
| 5.  | US Barletta      | 5   | 0 | 2 | 3 | 003:600 | −3    | 03     |
| 6.  | AC Monza Brianza | 5   | 0 | 1 | 4 | 003:110 | −8    | 01     |

| 1. Spieltag      |                 |                  |                            |
| FC Como          | 2:1             | US Barletta      | Stadio Giuseppe Sinigaglia |
| AC Mailand       | 5:0             | AS Bari          | Giuseppe-Meazza-Stadion    |
| AC Parma         | 4:2             | AC Monza Brianza | Stadio Ennio Tardini       |
| 2. Spieltag      |                 |                  |                            |
| AS Bari          | 1:0             | AC Monza Brianza | Stadio della Vittoria      |
| FC Como          | 1:2             | AC Mailand       | Stadio Giuseppe Sinigaglia |
| AC Parma         | 1:0             | US Barletta      | Stadio Ennio Tardini       |
| 3. Spieltag      |                 |                  |                            |
| AS Bari          | 1:0             | US Barletta      | Stadio della Vittoria      |
| FC Como          | 1:2             | AC Parma         | Stadio Giuseppe Sinigaglia |
| AC Monza Brianza | 0:2             | AC Mailand       | Stadio Brianteo            |
| 4. Spieltag      |                 |                  |                            |
| AS Bari          | 0:1             | FC Como          | Stadio della Vittoria      |
| US Barletta      | 1:1 (5:2 i. E.) | AC Monza Brianza | Stadio Cosimo Puttilli     |
| AC Mailand       | 2:2 (5:6 i. E.) | AC Parma         | Giuseppe-Meazza-Stadion    |
| 5. Spieltag      |                 |                  |                            |
| US Barletta      | 1:1 (4:6 i. E.) | AC Mailand       | Stadio Cosimo Puttilli     |
| AC Monza Brianza | 0:3             | FC Como          | Stadio Brianteo            |
| AC Parma         | 0:0 (4:3 i. E.) | AS Bari          | Stadio Ennio Tardini       |

### Gruppe 3
| Pl. | Verein         | Sp. | S | U | N | Tore    | Diff. | Punkte |
| --- | -------------- | --- | - | - | - | ------- | ----- | ------ |
| 1.  | Inter Mailand  | 5   | 1 | 4 | 0 | 008:500 | +3    | 09     |
| 2.  | Ascoli Calcio  | 5   | 2 | 2 | 1 | 005:300 | +2    | 09     |
| 3.  | AS Taranto     | 5   | 2 | 1 | 2 | 006:900 | −3    | 08     |
| 4.  | AC Reggiana    | 5   | 2 | 1 | 2 | 007:600 | +1    | 07     |
| 5.  | Catania Calcio | 5   | 2 | 1 | 2 | 005:800 | −3    | 07     |
| 6.  | Brescia Calcio | 5   | 1 | 1 | 3 | 006:600 | ±0    | 05     |

| 1. Spieltag    |                 |                |                              |
| Catania Calcio | 1:1 (4:6 i. E.) | Ascoli Calcio  | Stadio Angelo Massimino      |
| AC Reggiana    | 1:0             | Brescia Calcio | Stadio Mirabello             |
| AS Taranto     | 2:2 (7:6 i. E.) | Inter Mailand  | Stadio Erasmo Iacovone       |
| 2. Spieltag    |                 |                |                              |
| Ascoli Calcio  | 2:1             | AC Reggiana    | Stadio Cino e Lillo Del Duca |
| Brescia Calcio | 4:0             | AS Taranto     | Stadio Mario Rigamonti       |
| Inter Mailand  | 4:1             | Catania Calcio | Giuseppe-Meazza-Stadion      |
| 3. Spieltag    |                 |                |                              |
| Brescia Calcio | 2:2 (6:4 i. E.) | Inter Mailand  | Stadio Mario Rigamonti       |
| AC Reggiana    | 3:1             | Catania Calcio | Stadio Mirabello             |
| AS Taranto     | 1:0             | Ascoli Calcio  | Stadio Erasmo Iacovone       |
| 4. Spieltag    |                 |                |                              |
| Ascoli Calcio  | 2:0             | Brescia Calcio | Stadio Cino e Lillo Del Duca |
| Catania Calcio | 1:0             | AS Taranto     | Stadio Angelo Massimino      |
| AC Reggiana    | 0:0 (8:9 i. E.) | Inter Mailand  | Stadio Mirabello             |
| 5. Spieltag    |                 |                |                              |
| Brescia Calcio | 0:1             | Catania Calcio | Stadio Mario Rigamonti       |
| Inter Mailand  | 0:0 (5:4 i. E.) | Ascoli Calcio  | Giuseppe-Meazza-Stadion      |
| AS Taranto     | 3:1             | AC Reggiana    | Stadio Erasmo Iacovone       |

### Gruppe 4
| Pl. | Verein                | Sp. | S | U | N | Tore    | Diff. | Punkte |
| --- | --------------------- | --- | - | - | - | ------- | ----- | ------ |
| 1.  | US Avellino           | 5   | 3 | 1 | 1 | 007:400 | +3    | 11     |
| 2.  | FC Empoli             | 5   | 3 | 1 | 1 | 009:600 | +3    | 10     |
| 3.  | FC Piacenza           | 5   | 2 | 1 | 2 | 008:800 | ±0    | 08     |
| 4.  | US Cremonese          | 5   | 1 | 3 | 1 | 008:800 | ±0    | 07     |
| 5.  | Sambenedettese Calcio | 5   | 1 | 2 | 2 | 004:700 | −3    | 06     |
| 6.  | US Centese            | 5   | 0 | 2 | 3 | 001:400 | −3    | 03     |

| 1. Spieltag           |                 |                       |                            |
| US Cremonese          | 1:0             | US Centese            | Stadio Giovanni Zini       |
| FC Piacenza           | 2:3             | FC Empoli             | Stadio Leonardo Garilli    |
| Sambenedettese Calcio | 0:3             | US Avellino           | Stadio Riviera delle Palme |
| 2. Spieltag           |                 |                       |                            |
| US Avellino           | 1:0             | FC Piacenza           | Stadio Partenio            |
| US Centese            | 0:0 (7:6 i. E.) | FC Empoli             | Stadio Loris Bulgarelli    |
| Sambenedettese Calcio | 1:1 (2:5 i. E.) | US Cremonese          | Stadio Riviera delle Palme |
| 3. Spieltag           |                 |                       |                            |
| US Avellino           | 1:0             | US Centese            | Stadio Partenio            |
| FC Empoli             | 3:2             | US Cremonese          | Stadio Carlo Castellani    |
| FC Piacenza           | 2:1             | Sambenedettese Calcio | Stadio Leonardo Garilli    |
| 4. Spieltag           |                 |                       |                            |
| US Cremonese          | 2:2 (4:5 i. E.) | US Avellino           | Stadio Giovanni Zini       |
| FC Piacenza           | 2:1             | US Centese            | Stadio Leonardo Garilli    |
| Sambenedettese Calcio | 2:1             | FC Empoli             | Stadio Riviera delle Palme |
| 5. Spieltag           |                 |                       |                            |
| US Centese            | 0:0 (4:5 i. E.) | Sambenedettese Calcio | Stadio Loris Bulgarelli    |
| US Cremonese          | 2:2 (5:6 i. E.) | FC Piacenza           | Stadio Giovanni Zini       |
| FC Empoli             | 2:0             | US Avellino           | Stadio Carlo Castellani    |

### Gruppe 5
| Pl. | Verein         | Sp. | S | U | N | Tore    | Diff. | Punkte |
| --- | -------------- | --- | - | - | - | ------- | ----- | ------ |
| 1.  | SSC Neapel     | 5   | 5 | 0 | 0 | 011:100 | +10   | 15     |
| 2.  | AC Florenz     | 5   | 4 | 0 | 1 | 008:300 | +5    | 12     |
| 3.  | AS Livorno     | 5   | 2 | 1 | 2 | 005:600 | −1    | 07     |
| 4.  | Udinese Calcio | 5   | 1 | 1 | 3 | 004:600 | −2    | 05     |
| 5.  | Calcio Padova  | 5   | 0 | 2 | 3 | 002:400 | −2    | 04     |
| 6.  | FC Modena      | 5   | 0 | 1 | 4 | 001:110 | −10   | 02     |

| 1. Spieltag    |                 |                |                        |
| AS Livorno     | 1:0             | Udinese Calcio | Stadio Armando Picchi  |
| SSC Neapel     | 4:0             | FC Modena      | Stadio San Paolo       |
| Calcio Padova  | 0:1             | AC Florenz     | Stadio Silvio Appiani  |
| 2. Spieltag    |                 |                |                        |
| AC Florenz     | 2:0             | Udinese Calcio | Stadio Artemio Franchi |
| FC Modena      | 0:0 (4:3 i. E.) | Calcio Padova  | Stadio Alberto Braglia |
| AS Livorno     | 0:2             | SSC Neapel     | Stadio Armando Picchi  |
| 3. Spieltag    |                 |                |                        |
| FC Modena      | 0:2             | AC Florenz     | Stadio Alberto Braglia |
| Calcio Padova  | 2:2 (7:5 i. E.) | AS Livorno     | Stadio Silvio Appiani  |
| Udinese Calcio | 0:2             | SSC Neapel     | Stadio Friuli          |
| 4. Spieltag    |                 |                |                        |
| AC Florenz     | 2:1             | AS Livorno     | Stadio Artemio Franchi |
| SSC Neapel     | 1:0             | Calcio Padova  | Stadio San Paolo       |
| Udinese Calcio | 4:1             | FC Modena      | Stadio Friuli          |
| 5. Spieltag    |                 |                |                        |
| FC Modena      | 0:1             | AS Livorno     | Stadio Alberto Braglia |
| SSC Neapel     | 2:1             | AC Florenz     | Stadio San Paolo       |
| Calcio Padova  | 0:0 (4:5 i. E.) | Udinese Calcio | Stadio Silvio Appiani  |

### Gruppe 6
| Pl. | Verein          | Sp. | S | U | N | Tore    | Diff. | Punkte |
| --- | --------------- | --- | - | - | - | ------- | ----- | ------ |
| 1.  | Pescara Calcio  | 5   | 4 | 1 | 0 | 013:400 | +9    | 13     |
| 2.  | AS Rom          | 5   | 3 | 2 | 0 | 006:200 | +4    | 13     |
| 3.  | AC Monopoli     | 5   | 1 | 2 | 2 | 005:700 | −2    | 06     |
| 4.  | CFC Genua       | 5   | 2 | 0 | 3 | 005:900 | −4    | 06     |
| 5.  | US Triestina    | 5   | 1 | 1 | 3 | 005:700 | −2    | 05     |
| 6.  | Cagliari Calcio | 5   | 0 | 2 | 3 | 002:700 | −5    | 02     |

| 1. Spieltag     |                 |                 |                              |
| Pescara Calcio  | 5:1             | CFC Genua       | Stadio Adriatico             |
| AS Rom          | 1:0             | AC Monopoli     | Stadio Olimpico              |
| US Triestina    | 2:0             | Cagliari Calcio | Stadio Giuseppe Grezar       |
| 2. Spieltag     |                 |                 |                              |
| Cagliari Calcio | 0:2             | CFC Genua       | Stadio Sant’Elia             |
| AC Monopoli     | 1:4             | Pescara Calcio  | Stadio Vito Simone Veneziani |
| US Triestina    | 0:2             | AS Rom          | Stadio Giuseppe Grezar       |
| 3. Spieltag     |                 |                 |                              |
| CFC Genua       | 1:0             | US Triestina    | Stadio Luigi Ferraris        |
| AC Monopoli     | 1:1 (5:3 i. E.) | Cagliari Calcio | Stadio Vito Simone Veneziani |
| Pescara Calcio  | 0:0 (3:4 i. E.) | AS Rom          | Stadio Adriatico             |
| 4. Spieltag     |                 |                 |                              |
| Cagliari Calcio | 0:1             | Pescara Calcio  | Stadio Sant’Elia             |
| AS Rom          | 2:1             | CFC Genua       | Stadio Olimpico              |
| US Triestina    | 1:1 (7:6 i. E.) | AC Monopoli     | Stadio Giuseppe Grezar       |
| 5. Spieltag     |                 |                 |                              |
| Cagliari Calcio | 1:1 (2:5 i. E.) | AS Rom          | Stadio Sant’Elia             |
| CFC Genua       | 0:2             | AC Monopoli     | Stadio Luigi Ferraris        |
| Pescara Calcio  | 3:2             | US Triestina    | Stadio Adriatico             |

### Gruppe 7
| Pl. | Verein            | Sp. | S | U | N | Tore    | Diff. | Punkte |
| --- | ----------------- | --- | - | - | - | ------- | ----- | ------ |
| 1.  | Sampdoria Genua   | 5   | 5 | 0 | 0 | 010:100 | +9    | 15     |
| 2.  | Torino Calcio     | 5   | 4 | 0 | 1 | 009:400 | +5    | 12     |
| 3.  | Atalanta Bergamo  | 5   | 2 | 1 | 2 | 006:600 | ±0    | 07     |
| 4.  | Lanerossi Vicenza | 5   | 1 | 1 | 3 | 004:700 | −3    | 04     |
| 5.  | Cosenza Calcio    | 5   | 0 | 2 | 3 | 003:700 | −4    | 04     |
| 6.  | AC Arezzo         | 5   | 0 | 2 | 3 | 002:900 | −7    | 03     |

| 1. Spieltag       |                  |                   |                                |
| AC Arezzo         | 0:2              | Sampdoria Genua   | Stadio Communale               |
| Atalanta Bergamo  | 3:1              | Lanerossi Vicenza | Stadio Atleti Azzurri d’Italia |
| Cosenza Calcio    | 0:1              | Torino Calcio     | Stadio San Vito                |
| 2. Spieltag       |                  |                   |                                |
| Lanerossi Vicenza | 1:0              | AC Arezzo         | Stadio Romeo Menti             |
| Sampdoria Genua   | 2:0              | Cosenza Calcio    | Stadio Luigi Ferraris          |
| Torino Calcio     | 2:1              | Atalanta Bergamo  | Stadio Comunale                |
| 3. Spieltag       |                  |                   |                                |
| AC Arezzo         | 1:5              | Torino Calcio     | Stadio Communale               |
| Atalanta Bergamo  | 2:1              | Cosenza Calcio    | Stadio Atleti Azzurri d’Italia |
| Lanerossi Vicenza | 1:2              | Sampdoria Genua   | Stadio Romeo Menti             |
| 4. Spieltag       |                  |                   |                                |
| Cosenza Calcio    | 1:1 (10:9 i. E.) | AC Arezzo         | Stadio San Vito                |
| Lanerossi Vicenza | 0:1              | Torino Calcio     | Stadio Romeo Menti             |
| Sampdoria Genua   | 2:0              | Atalanta Bergamo  | Stadio Luigi Ferraris          |
| 5. Spieltag       |                  |                   |                                |
| AC Arezzo         | 0:0 (5:4 i. E.)  | Atalanta Bergamo  | Stadio Communale               |
| Cosenza Calcio    | 1:1 (5:3 i. E.)  | Lanerossi Vicenza | Stadio San Vito                |
| Torino Calcio     | 0:2              | Sampdoria Genua   | Stadio Comunale                |

### Gruppe 8
| Pl. | Verein         | Sp. | S | U | N | Tore    | Diff. | Punkte |
| --- | -------------- | --- | - | - | - | ------- | ----- | ------ |
| 1.  | SC Pisa        | 5   | 3 | 2 | 0 | 005:200 | +3    | 11     |
| 2.  | Juventus Turin | 5   | 2 | 2 | 1 | 008:300 | +5    | 10     |
| 3.  | Lazio Rom      | 5   | 2 | 2 | 1 | 004:600 | −2    | 09     |
| 4.  | US Lecce       | 5   | 1 | 2 | 2 | 004:600 | −2    | 07     |
| 5.  | US Catanzaro   | 5   | 1 | 1 | 3 | 006:600 | ±0    | 04     |
| 6.  | US Casertana   | 5   | 1 | 1 | 3 | 001:500 | −4    | 04     |

| 1. Spieltag    |                 |                |                        |
| US Casertana   | 1:0             | US Catanzaro   | Stadio Alberto Pinto   |
| US Lecce       | 0:3             | Juventus Turin | Stadio Via del Mare    |
| SC Pisa        | 0:0 (4:5 i. E.) | Lazio Rom      | Arena Garibaldi        |
| 2. Spieltag    |                 |                |                        |
| US Catanzaro   | 0:1             | SC Pisa        | Stadio Nicola Ceravolo |
| Lazio Rom      | 1:1 (3:5 i. E.) | Juventus Turin | Stadio Olimpico        |
| US Lecce       | 2:0             | US Casertana   | Stadio Via del Mare    |
| 3. Spieltag    |                 |                |                        |
| US Casertana   | 0:1             | SC Pisa        | Stadio Alberto Pinto   |
| US Catanzaro   | 0:3             | Juventus Turin | Stadio Nicola Ceravolo |
| Lazio Rom      | 1:0             | US Lecce       | Stadio Olimpico        |
| 4. Spieltag    |                 |                |                        |
| US Catanzaro   | 5:0             | Lazio Rom      | Stadio Nicola Ceravolo |
| Juventus Turin | 0:0 (4:2 i. E.) | US Casertana   | Stadio Communale       |
| US Lecce       | 1:1 (5:4 i. E.) | SC Pisa        | Stadio Via del Mare    |
| 5. Spieltag    |                 |                |                        |
| US Catanzaro   | 1:1 (1:4 i. E.) | US Lecce       | Stadio Nicola Ceravolo |
| Lazio Rom      | 2:0             | US Casertana   | Stadio Olimpico        |
| SC Pisa        | 2:1             | Juventus Turin | Arena Garibaldi        |

## Achtelfinale
|                | Gesamt          |                 | Hinspiel | Rückspiel |
| -------------- | --------------- | --------------- | -------- | --------- |
| FC Bologna     | 1:6             | Inter Mailand   | 1:3      | 0:3       |
| FC Empoli      | 2:1             | AS Rom          | 2:1      | 0:0       |
| Juventus Turin | 7:2             | Pescara Calcio  | 1:0      | 6:2       |
| AC Mailand     | 1:1 (3:4 i. E.) | Ascoli Calcio   | 0:1      | 1:0       |
| SSC Neapel     | 5:4             | AC Florenz      | 2:3      | 3:1       |
| AC Parma       | 0:2             | US Avellino     | 0:0      | 0:2       |
| SC Pisa        | 2:3             | Sampdoria Genua | 2:1      | 0:2       |
| Hellas Verona  | 1:1 (1:4 i. E.) | Torino Calcio   | 1:0      | 0:1       |

## Viertelfinale
|                 | Gesamt |                | Hinspiel | Rückspiel |
| --------------- | ------ | -------------- | -------- | --------- |
| US Avellino     | 1:2    | Juventus Turin | 1:1      | 0:1       |
| Inter Mailand   | 3:1    | FC Empoli      | 2:1      | 1:0       |
| Sampdoria Genua | 5:3    | Ascoli Calcio  | 4:2      | 1:1       |
| Torino Calcio   | 4:3    | SSC Neapel     | 1:1      | 3:2       |

## Halbfinale
|               | Gesamt |                 | Hinspiel | Rückspiel |
| ------------- | ------ | --------------- | -------- | --------- |
| Inter Mailand | 0:1    | Sampdoria Genua | 0:0      | 0:1       |
| Torino Calcio | 3:2    | Juventus Turin  | 2:0      | 1:2       |

## Finale

### Hinspiel
| Sampdoria Genua                              | Sampdoria Genua | Torino Calcio | Torino Calcio |
| -------------------------------------------- | --- | --- | ------------- |
| Sampdoria Genua                              | \| Finale \| \| 5. Mai 1988 in Genua (Stadio Luigi Ferraris) \| \| Ergebnis: 2:0 (2:0) \| \| Schiedsrichter: Paolo Casarin (Mailand) \| | \| Finale \| \| 5. Mai 1988 in Genua (Stadio Luigi Ferraris) \| \| Ergebnis: 2:0 (2:0) \| \| Schiedsrichter: Paolo Casarin (Mailand) \| | Torino Calcio |
| Sampdoria Genua                              | Gianluca Pagliuca – Hans-Peter Briegel, Moreno Mannini, Luca Pellegrini, Pietro Vierchowod – Luca Fusi (81. Fausto Salsano), Fausto Pari, Toninho Cerezo, Fulvio Bonomi – Roberto Mancini (82. Maurizio Ganz), Gianluca Vialli (78. Marco Branca) Cheftrainer: Vujadin Boškov | Fabrizio Lorieri – Giancarlo Corradini (46. Silvano Benedetti), Giacomo Ferri, Ezio Rossi, Roberto Cravero – Massimo Crippa, Klaus Berggreen (68. Gianluigi Lentini), Antonio Sabàto, Antonio Comi – Toni Polster, Tullio Gritti (46. Giorgio Bresciani) Cheftrainer: Luigi Radice | Torino Calcio |
| Sampdoria Genua                              | 1:0 Hans-Peter Briegel (10.) 2:0 Gianluca Vialli (33.) | | Torino Calcio |
| Finale                                       | | |               |
| 5. Mai 1988 in Genua (Stadio Luigi Ferraris) | | |               |
| Ergebnis: 2:0 (2:0)                          | | |               |
| Schiedsrichter: Paolo Casarin (Mailand)      | | |               |

### Rückspiel
| Torino Calcio                            | Torino Calcio | Sampdoria Genua | Sampdoria Genua |
| ---------------------------------------- | --- | --- | --------------- |
| Torino Calcio                            | \| Finale \| \| 18. Mai 1988 in Turin (Stadio Communale) \| \| Ergebnis: 2:1 n. V. (2:0, 2:0) \| \| Schiedsrichter: Luigi Agnolin \| | \| Finale \| \| 18. Mai 1988 in Turin (Stadio Communale) \| \| Ergebnis: 2:1 n. V. (2:0, 2:0) \| \| Schiedsrichter: Luigi Agnolin \| | Sampdoria Genua |
| Torino Calcio                            | Fabrizio Lorieri – Giancarlo Corradini, Giacomo Ferri, Silvano Benedetti, Roberto Cravero, Ezio Rossi – Massimo Crippa, Antonio Sabàto (89. Diego Fuser), Antonio Comi (105. Riki Di Bin) – Toni Polster, Tullio Gritti (108. Giorgio Bresciani) Cheftrainer: Luigi Radice | Gianluca Pagliuca – Hans-Peter Briegel (26. Antonio Paganin), Moreno Mannini, Luca Pellegrini (28. Fausto Salsano), Pietro Vierchowod – Luca Fusi, Fausto Pari, Toninho Cerezo, Fulvio Bonomi – Roberto Mancini (114. Marco Branca), Gianluca Vialli Cheftrainer: Vujadin Boškov | Sampdoria Genua |
| Torino Calcio                            | 1:0 Pietro Vierchowod (5., Eigentor) 2:0 Antonio Paganin (35., Eigentor) | 2:1 Fausto Salsano (112.) | Sampdoria Genua |
| Finale                                   | | |                 |
| 18. Mai 1988 in Turin (Stadio Communale) | | |                 |
| Ergebnis: 2:1 n. V. (2:0, 2:0)           | | |                 |
| Schiedsrichter: Luigi Agnolin            | | |                 |